# Amphiacusta spectrum
Amphiacusta spectrum är en insektsart som först beskrevs av Walker, F. 1869.  Amphiacusta spectrum ingår i släktet Amphiacusta och familjen syrsor. Inga underarter finns listade i Catalogue of Life.